# Hylodes charadranaetes
Hylodes charadranaetes är en groddjursart som beskrevs av Heyer och Reginald B. Cocroft 1986. Hylodes charadranaetes ingår i släktet Hylodes och familjen Hylodidae. IUCN kategoriserar arten globalt som otillräckligt studerad. Inga underarter finns listade i Catalogue of Life.